# Pierre-Benoît de Jumilhac
Pour les articles homonymes, voir Jumilhac.
Pierre-Benoît de Jumilhac, né en 1611 à Saint-Jean-Ligoure dans le Limousin et mort le 21 mars 1682 à l'abbaye de Saint-Germain-des-Prés à Paris, est un musicologue français. 

## Biographie
Il fait ses études à Bordeaux puis entre, en 1629, comme bénédictin dans la congrégation de Saint-Maur. Il prononce ses vœux à Reims l'année suivante. 
Après avoir vécu à Rome, il devient prieur de Saint-Julien à Tours (1647) puis supérieur de Saint-Nicolas (Nicaise) à Reims (1651), supérieur des religieuses de Chelles (1653), visiteur de Bretagne et de la province de Toulouse en 1654.
Assistant de l'abbé général de l'ordre de Saint-Benoît, il rejoint en 1666 l'abbaye de Saint-Germain-des-Prés de Paris.
Il est célèbre pour l'ouvrage La Science et la pratique du plain-chant, publié à Paris en 1673. 